# Massimo Drago
Massimo Drago (Crotone, 2 marzo 1971) è un ex calciatore e allenatore di calcio italiano, di ruolo difensore.

## Carriera

### Giocatore
Comincia la sua carriera nel Kroton in Serie C2 nella stagione 1988-1989. Nella stagione 1990-1991 gioca in Serie B con l'Avellino.
Gioca in Serie C1 per Licata, Chieti e L'Aquila. In Serie C2 per Nola, Licata, Vigor Lamezia, Catania, Castrovillari e Chieti e in Serie D per Catania e Potenza.

### Allenatore
Entrato a far parte dello staff del Crotone come allenatore dei Giovanissimi nella stagione 2005-2006, nel 2008-2009 è passato con la prima squadra come collaboratore tecnico e nella stagione 2011-2012 ha ricoperto il ruolo di allenatore in seconda fino al 22 gennaio 2012. Dal 23 gennaio, in seguito all'esonero di Leonardo Menichini, è stato nominato allenatore della prima squadra. Debutta in panchina il 27 gennaio in Juve Stabia-Crotone (2-2). Ottiene la sua prima vittoria sulla panchina pitagorica contro l'AlbinoLeffe per 5-2, che darà inizio a una serie di vittorie, tra cui quelle contro Padova e Sampdoria. 

Il 10 dicembre 2012 inizia a frequentare a Coverciano il corso di abilitazione per il master di allenatori professionisti Prima Categoria UEFA Pro.
In questa stagione si piazza 12º in campionato, l'anno seguente arriva 6º perdendo il primo turno dei play-off con il Bari mentre nel 2014/2015 riesce a salvarsi all'ultima giornata pareggiando per 0-0 lo scontro diretto con l'Entella. 

Il 28 maggio 2015 risolve consensualmente il contratto che lo legava al club calabrese.
L'8 giugno successivo assume la guida del Cesena, formazione appena retrocessa in Serie B.
Il 30 ottobre 2016, a seguito dei deludenti risultati ottenuti, la società del Cesena decide di esonerarlo tramite comunicato ufficiale sul proprio sito.
Il 4 febbraio 2019 gli viene assegnato l'incarico di allenare la Reggina, in sostituzione dell'esonerato Roberto Cevoli.. Il 7 aprile viene esonerato a seguito della sconfitta interna contro la diretta avversaria ai play-off, la Sicula Leonzio, dopo aver ottenuto 9 punti in altrettante gare.

## Statistiche

### Presenze e reti nei club
| Stagione      | Squadra       | Campionato | Campionato | Campionato | Coppe nazionali | Coppe nazionali | Coppe nazionali | Totale | Totale |
| Stagione      | Squadra       | Comp       | Pres       | Reti       | Comp            | Pres            | Reti            | Pres   | Reti   |
| ------------- | ------------- | ---------- | ---------- | ---------- | --------------- | --------------- | --------------- | ------ | ------ |
| 1988-1989     | Kroton        | C2         | 33         | 0          | CI-C            | ?               | ?               | 33+    | 0+     |
| 1989-1990     | Nola          | C2         | 27         | 0          | CI-C            | 0               | 0               | 27     | 0      |
| 1990-1991     | Avellino      | B          | 1          | 0          | CI              | 0               | 0               | 1      | 0      |
| lug-ott 1991  | Licata        | C1         | 4          | 0          | CI-C            | ?               | ?               | 4+     | 0+     |
| ott 1991-1992 | Vigor Lamezia | C2         | 31         | 3          | CI-C            | ?               | ?               | 31+    | 3+     |
| 1992-1993     | Licata        | C2         | 30+1       | 1+0        | CI-C            | ?               | ?               | 31+    | 1+     |
| 1993-1994     | Licata        | C2         | 30         | 1          | CI-C            | ?               | ?               | 30+    | 0+     |
| 1994-1995     | Catania       | CND        | ?          | ?          | CI-D            | ?               | ?               | ?      | ?      |
| 1995-1996     | Catania       | C2         | 19         | 0          | CI-C            | ?               | ?               | 19+    | 0+     |
| 1996-1997     | Potenza       | CND        | ?          | ?          | CI-D            | ?               | ?               | ?      | ?      |
| 1997-1998     | Potenza       | CND        | ?          | ?          | CI-D            | ?               | ?               | ?      | ?      |
| 1998-1999     | Potenza       | CND        | ?          | ?          | CI-D            | ?               | ?               | ?      | ?      |
| 1999-2000     | Castrovillari | C2         | 28+2       | 2+1        | CI-C            | ?               | ?               | 30+    | 3+     |
| 2000-2001     | L'Aquila      | C2         | 33+4       | 0+0        | CI-C            | ?               | ?               | 37+    | 0+     |
| 2001-2002     | L'Aquila      | C1         | 31         | 0          | CI-C            | ?               | ?               | 31+    | 0+     |
| 2001-2002     | L'Aquila      | C1         | 27+1       | 0          | CI-C            | ?               | ?               | 28+    | 0+     |
| 2003-2004     | Potenza       | CND        | ?          | ?          | CI-D            | ?               | ?               | ?      | ?      |

### Statistiche da allenatore
Statistiche aggiornate al 7 aprile 2019.
| Stagione        | Squadra         | Campionato      | Campionato | Campionato | Campionato | Campionato | Coppe nazionali | Coppe nazionali | Coppe nazionali | Coppe nazionali | Coppe nazionali | Coppe continentali | Coppe continentali | Coppe continentali | Coppe continentali | Coppe continentali | Altre coppe | Altre coppe | Altre coppe | Altre coppe | Altre coppe | Totale | Totale | Totale | Totale | % Vittorie | Piazzamento |
| Stagione        | Squadra         | Comp            | G          | V          | N          | P          | Comp            | G               | V               | N               | P               | Comp               | G                  | V                  | N                  | P                  | Comp        | G           | V           | N           | P           | G      | V      | N      | P      | %          | Piazzamento |
| --------------- | --------------- | --------------- | ---------- | ---------- | ---------- | ---------- | --------------- | --------------- | --------------- | --------------- | --------------- | ------------------ | ------------------ | ------------------ | ------------------ | ------------------ | ----------- | ----------- | ----------- | ----------- | ----------- | ------ | ------ | ------ | ------ | ---------- | ----------- |
| gen.-giu. 2012  | Crotone         | B               | 19         | 7          | 8          | 4          | CI              | -               | -               | -               | -               | -                  | -                  | -                  | -                  | -                  | -           | -           | -           | -           | -           | 19     | 7      | 8      | 4      | 36,84      | Sub., 11º   |
| 2012-2013       | Crotone         | B               | 42         | 14         | 13         | 15         | CI              | 2               | 1               | 0               | 1               | -                  | -                  | -                  | -                  | -                  | -           | -           | -           | -           | -           | 44     | 15     | 13     | 16     | 34,09      | 12º         |
| 2013-2014       | Crotone         | B               | 42+1       | 17         | 12         | 13+1       | CI              | 2               | 1               | 0               | 1               | -                  | -                  | -                  | -                  | -                  | -           | -           | -           | -           | -           | 45     | 18     | 12     | 15     | 40,00      | 6º          |
| 2014-2015       | Crotone         | B               | 42         | 12         | 12         | 18         | CI              | 1               | 0               | 0               | 1               | -                  | -                  | -                  | -                  | -                  | -           | -           | -           | -           | -           | 43     | 12     | 12     | 19     | 27,91      | 16º         |
| Totale Crotone  | Totale Crotone  | Totale Crotone  | 146        | 50         | 45         | 51         |                 | 5               | 2               | 0               | 3               |                    | -                  | -                  | -                  | -                  |             | -           | -           | -           | -           | 151    | 52     | 45     | 54     | 34,44      |             |
| 2015-2016       | Cesena          | B               | 42+1       | 19         | 11         | 12+1       | CI              | 3               | 2               | 0               | 1               | -                  | -                  | -                  | -                  | -                  | -           | -           | -           | -           | -           | 46     | 21     | 11     | 14     | 45,65      | 6º          |
| ago.-ott. 2016  | Cesena          | B               | 12         | 1          | 7          | 4          | CI              | 2               | 2               | 0               | 0               | -                  | -                  | -                  | -                  | -                  | -           | -           | -           | -           | -           | 14     | 3      | 7      | 4      | 21,43      | Eson.       |
| Totale Cesena   | Totale Cesena   | Totale Cesena   | 55         | 20         | 18         | 17         |                 | 5               | 4               | 0               | 1               |                    | -                  | -                  | -                  | -                  |             | -           | -           | -           | -           | 60     | 24     | 18     | 18     | 40,00      |             |
| feb.-giu. 2019  | Reggina         | C               | 9          | 2          | 3          | 4          | CI-C            | -               | -               | -               | -               | -                  | -                  | -                  | -                  | -                  | -           | -           | -           | -           | -           | 9      | 2      | 3      | 4      | 22,22      | Sub., 7º    |
| Totale carriera | Totale carriera | Totale carriera | 210        | 72         | 66         | 72         |                 | 10              | 6               | 0               | 4               |                    | -                  | -                  | -                  | -                  |             | -           | -           | -           | -           | 220    | 78     | 66     | 76     | 35,45      |             |

## Palmarès

### Giocatore

#### Competizioni nazionali
- Campionato Nazionale Dilettanti: 1

Catania: 1994-1995